# Faridkot
Faridkot  (em panjabi: ਫ਼ਰੀਦਕੋਟ; em hindi: फ़रीदकोट) é uma pequena cidade e conselho municipal situado no distrito de Faridkot, no estado do Panjabe, na Índia.
Recebeu este nome em homenagem ao grande xeque sufi Fariduddin Ganjshakar, cujos versos são mencionados no Guru Granth Sahib, o livro sagrado da religião dos sikhs. Era chamada anteriormente de Mokalhar.
A economia da cidade é agricultural, e as principais colheitas são trigo, algodão e arroz. A cidade também possui indústrias, que produzem desde têxteis a máquinas de costura e bicicletas.